# Nethinius quentini
Nethinius quentini là một loài bọ cánh cứng trong họ Cerambycidae.